# Pterogonium beyrichianum
Pterogonium beyrichianum är en bladmossart som beskrevs av Georg Ernst Ludwig Hampe 1879. Pterogonium beyrichianum ingår i släktet Pterogonium och familjen Leucodontaceae. Inga underarter finns listade i Catalogue of Life.